# Embelia kuborensis
Embelia kuborensis är en viveväxtart som beskrevs av Herman Otto Sleumer. Embelia kuborensis ingår i släktet Embelia och familjen viveväxter. Inga underarter finns listade i Catalogue of Life.